# Tjörnvarvet
Tjörnvarvet är ett stålfartygsvarv i Rönnäng i Tjörns kommun.
Tjörnvarvet grundades 1977 som Rönnängs Svets. Varvet har efter nybyggda fiskefartyget Lövön 2012 varit ett reparationsvarv. Det har genomfört ett antal renoveringar av veteranfartyg, till exempel M/S Waxholm III, M/S Gustafsberg VII, M/S Sankt Erik af Göteborg, S/S Stockholm och M/S Juno.

## Byggda fartyg i urval
- 2003 Ronan Ross, nybyggnadsnummer 132, häcktrålare på 500 ton DWT till John D O'Sullivan & Sons i Skibbereen i Irland (skrovet byggt av Riga Shipyard i Lettland)[1]
- 2012 GG 778 Lövön, nybyggnadsnummer 136, 44 meter lång häcktrålare på 807 ton DWT (skrovet byggt av Riga Shipyard i Lettland)